# آتلانتیک (ویرجینیا)
آتلانتیک (به انگلیسی: Atlantic) یک منطقهٔ مسکونی در ایالات متحده آمریکا است که در شهرستان اکوماک، ویرجینیا واقع شده‌است. آتلانتیک ۸۶۲ نفر جمعیت دارد و ۱۰٫۹۷ متر بالاتر از سطح دریا واقع شده‌است.